# コーヒーフレッシュ

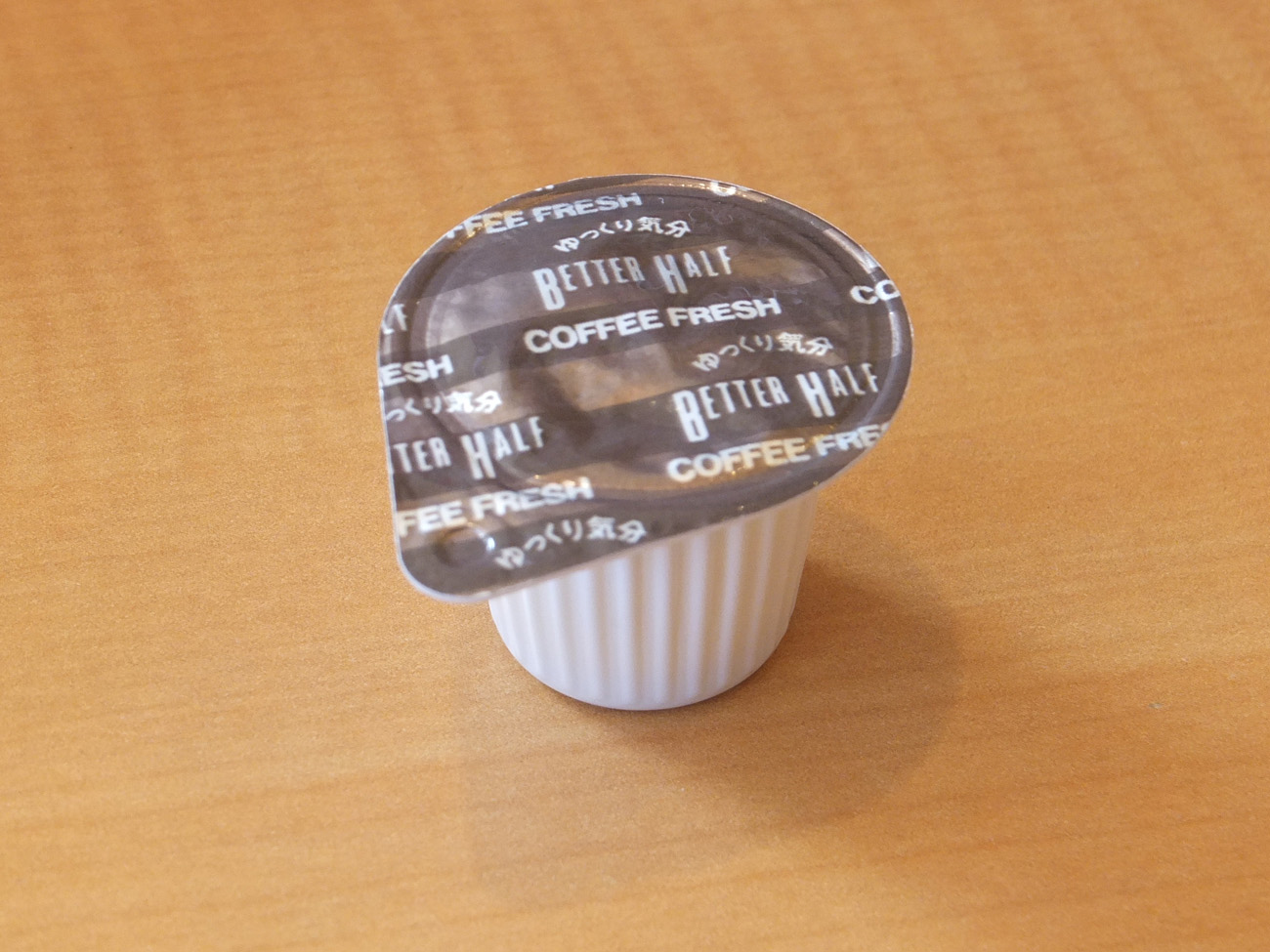
コーヒーフレッシュ

コーヒーフレッシュまたはフレッシュは、コーヒーなどに加えるクリームである。食品分類上の区分は「植物性油脂食品」や「植物性油脂クリーミング食品」である。
ポーションクリーム（和製英語：potion cream）と呼ばれることもある。
液体タイプがポーションクリーム で、粉末タイプの商品がクリーミングパウダーである。日本以外では粉末タイプと液体タイプは区別されずに「クリーマー」「coffee whitener」などと称される。

## 歴史
コーヒーフレッシュが開発されるまでは、牛乳や生クリームを用いたが、流通や保存に冷温保存を要するため、1950年代に代替品としてクリーミングパウダーが開発され、共に使われるようになった。
液体タイプはアメリカの練乳会社であるカーネーション社が、1958年に「コーヒーメイト 」のブランドで発売したものが最初である。
カーネーション社は後にネスレが買収し、コーヒーメイトはアメリカではクリーマーの代表的な製品である。

日本では1975年に日興乳業が「メロディアンミニ」を1976年に名古屋製酪が「スジャータ」を、それぞれ発売してコーヒーフレッシュが広まった。
1970年代に他社の製品も販売され、安さと便利さで家庭や業務用ともに全国で使用されている。

## 成分
乳脂肪を主原料とする生クリームと異なり主原料は植物性脂肪である。
森永乳業が販売していたクリープポーションは乳由来で「ミルク生まれ」と宣伝された。

## 製法
植物性油脂と水に乳化剤を加えクリーム状にした後、着色料および香料で色合いや香りを調整する。トランス脂肪酸含量0.0gの商品もある。

## 日本の主要メーカー
- メロディアン - 商品名「コーヒーフレッシュ・メロディアン・ミニ」がコーヒーフレッシュの語を関西地区に広めた。[1]
- 日世
- スジャータめいらくグループ - 商品名「スジャータ」[2]
- ネスレ日本 - 商品名「ネスレ ブライト」[3]
- 味の素AGF - 商品名「 マリーム ポーションタイプ」[4]
- 雪印メグミルク - 商品名「メグミルククリーミィリッチ」
- 明治 - 商品名「明治ベターハーフ」
- 森永乳業 - 商品名 - 「 クリープポーション」[5] [注釈 1]